# غريسون
غريسون (بالإنجليزية: Grayson, Georgia)‏ هي مدينة تقع في مقاطعة غوينيت، جورجيا بولاية جورجيا في الولايات المتحدة. تبلغ مساحة هذه المدينة 4.5 (كم²)، وترتفع عن سطح البحر 334 م، وقد بلغ عدد سكانها 2666 نسمة في عام 2010 حسب إحصاء مكتب تعداد الولايات المتحدة.

## أعلام
- تشاك روبنز

## وصلات خارجية
- Cities & Counties - Georgia.gov